# 福木岡村
福木岡村（ふくきおかむら）は、かつて新潟県西蒲原郡にあった村。1901年11月1日の合併によって消滅し、現在は新潟市西蒲区の一部となっている。
以下の記述は合併直前当時の旧福木岡村に関しての記述であり、現在では名称等が異なる場合がある。なお、ここに記述されていない内容に関しては新潟市などの記事を参照。

## 沿革
- 1889年（明治22年）4月1日 - 町村制施行に伴い西蒲原郡福井村、鷲ノ木村、下木島村、上木島村、峰岡村、舟戸村、平沢村、松郷屋村が合併し、福木岡村が発足。
- 1901年（明治34年）11月1日 - 西蒲原郡竹野町村、仁ヶ村、稲島村と合併し、峰岡村となり消滅。

## 地域
福木岡村は、合併した村名を継承する以下の大字で構成される。
福井（ふくい）
1889年（明治22年）まであった福井村の区域。現在の新潟市西蒲区福井。
鷲ノ木（わしのき）

1889年（明治22年）まであった鷲ノ木村の区域。現在の新潟市西蒲区鷲ノ木。
下木島（しもきじま）

1889年（明治22年）まであった下木島村の区域。現在の新潟市西蒲区下木島。
上木島（かみきじま）

1889年（明治22年）まであった上木島村の区域。現在の新潟市西蒲区上木島。
峰岡（みねおか）
1889年（明治22年）まであった峰岡村の区域。現在の新潟市西蒲区峰岡。
舟戸（ふなと）

1889年（明治22年）まであった舟戸村の区域。現在の新潟市西蒲区舟戸。
平沢（ひらさわ）

1889年（明治22年）まであった平沢村の区域。現在の新潟市西蒲区平沢。
松郷屋（まつごうや）

1889年（明治22年）まであった松郷屋村の区域。現在の新潟市西蒲区松郷屋。